# Kōzō Okamoto
Kōzō Okamoto (岡本 公三 'Okamoto Kōzō'?, Kumamoto, Japón, 7 de diciembre de 1947) es un exterrorista japonés miembro del Ejército Rojo Japonés (JRA).
Proveniente de una familia de clase media, Okamoto era un estudiante de botánica de tan solo 24 años cuando fue reclutado por el Ejército Rojo Japonés. Fue detenido más tarde en Líbano. Durante su estancia en Líbano, Okamoto se convirtió al Islam. Es buscado por el gobierno de Japón por sus actividades con el Ejército Rojo y fue encarcelado en Israel por su participación en la masacre del Aeropuerto de Lod.

## Participación en La masacre del Aeropuerto de Lod
El 30 de mayo de 1972, Okamoto junto a Yasuyuki Yasuda y Tsuyoshi Okudaira, llegaron al Aeropuerto Lod en Tel Aviv, por medio del Vuelo 132 de Air France desde Roma. Después de bajar del avión los tres miembros del Ejército Rojo Japonés accedieron al área para retirar equipaje. Al recuperar su equipaje, sacaron armas automáticas que tenían dentro de las maletas y abrieron fuego contra los demás pasajeros que se encontraban en aquella área.
El ataque fue una operación en conjunto entre el Frente Popular para la Liberación de Palestina-Maniobras Externas (FPLP-ME), y el Ejército Rojo japonés. El plan detrás de haber combinado sus esfuerzos era que el Ejército Rojo Japonés realizara ataques para el FPLP-ME, y viceversa, con el objetivo de reducir las sospechas. El plan funcionó, ya que Okamoto y sus camaradas atrajeron poca atención antes del ataque. 
Mataron a 26 personas e hirieron a otras 71. Yasuyuki Yasuda murió accidentalmente al recibir un disparo de alguno de los otros atacantes. Tsuyoshi Okudaira murió producto de la explosión de una de sus propias granadas, ya sea por una prematura explosión accidental o como suicidio. Kōzō Okamoto fue herido y capturado al tratar de huir. El ataque se le recuerda con el nombre de "La masacre del Aeropuerto de Lod".

## Juicio y liberación
Okamoto fue juzgado en un tribunal militar israelí bajo el Reglamento de Emergencia de 1948. Sus abogados designados por el tribunal fueron Max Kritzman y David Rotlevy. Kritzman, nacido en Chicago y entrenado en Reino Unido, tenía experiencia defendiendo a israelíes acusados bajo el Reglamento de Emergencia. De Okamoto, se quejo de que "este hombre no cooperará." Okamoto se declaró culpable, asegurándose de no ser condenado a muerte. También protestó por las solicitudes de sus abogados de realizarle una evaluación psiquiátrica.
Kōzō Okamoto fue condenado y sentenciado a cadena perpetua en Israel. Se dice que durante su encarcelamiento solicitó convertirse al Judaísmo, y que trato de circuncidarse a sí mismo con un cortauñas. El 23 de julio de 1973, FPLP y ERJ secuestraron el Vuelo 404 de Japan Air Lines, demandando la liberación de Okamoto en un intercambio con los rehenes a bordo; Israel se negó a cumplir. Okamoto fue liberado en 1985 después de estar 13 años en prisión, como parte del Acuerdo de Jibril, un trato para el intercambio de prisioneros palestinos a cambio de soldados israelíes cautivos. Después de su liberación en Israel, Okamoto se movió a Libia, posteriormente a Siria, y finalmente a Líbano, en donde se reunió con otros miembros del Ejército Rojo Japonés.

## Traslado a Líbano
El 15 de febrero de 1997, Líbano detuvo a cinco miembros de Ejército Rojo, Haruo Wakō, Masao Adachi, Mariko Yamamoto, Kazuo Tohira y Okamoto por usar pasaportes falsificados y violaciones de visa. Fueron sentenciados a tres años en prisión. La sentencia fue dictada por el juez Soheil Abdul-Shams el 31 de julio de 1997. Una vez cumplida su pena de prisión, los otros cuatro miembros del Ejército Rojo fueron deportados a Jordania y desde Amán, Jordania, fueron llevados en un avión ruso a Japón. El gobierno libanés, aun así, le concedió asilo político a Okamoto porque, según el gobierno libanés, él "participó en operaciones de resistencia contra Israel y fue torturado en cárceles israelitas."
Okamoto sigue siendo buscado por el gobierno japonés, el cual ha solicitado su extradición. En 2016 se informó que vivía en un campo de refugiados cerca de Beirut.
En mayo de 2017, Okamoto concedió una entrevista al Mainichi Shimbun en Beirut. Dijo "Alguna vez quiero volver a Japón".